# Zauditù d'Etiopia
Zauditù (Ascala Mariam; Egersa Goro, 29 aprile 1876 – Addis Abeba, 2 aprile 1930) fu imperatrice d'Etiopia dal 1916 al 1930.

## Biografia

### Primi anni

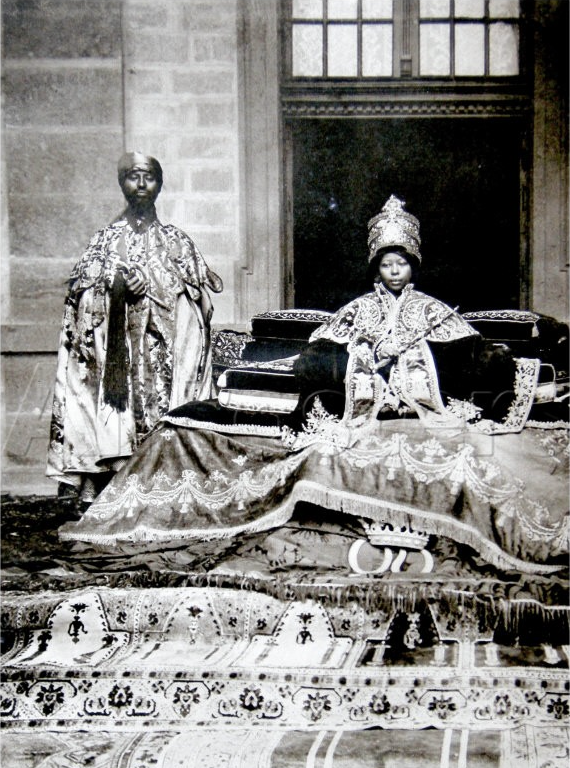
L'imperatrice Zauditù con uno dei sacerdoti favoriti

Battezzata Ascala Mariam, la futura Zauditù era la più grande delle figlie dell'allora negus Menelik II dello Scioa, il futuro imperatore Menelik II. Sua madre, uozerò Abechi, nobildonna scioana e per breve tempo compagna di Menelik, morì quando Mariam era ancora molto giovane, e la futura imperatrice fu cresciuta dal padre e dalla sua consorte Baffana. Il negus Menelik più tardi sposò Taitù, ma non ebbe figli dalla moglie. Menelik ebbe tre figli legittimi: Zauditù stessa, un figlio maschio di nome Asfa Uossen che morì infante, e un'altra figlia Scioa Regga, la madre di ligg Iasù, l'erede legittimo al trono di Menelik.
Nel 1882, a sei anni, Zauditù sposò ras Araià Selassiè Iohannes, di appena 7, figlio dello stesso imperatore Giovanni IV; il matrimonio era politico e aveva lo scopo di avvicinare Menelik al sovrano, ma ciò nonostante Giovanni IV e Menelik entrarono in contrasto e Menelik condusse una rivolta contro Giovanni IV. Il matrimonio di Zauditù fu senza figli, essendo lei molto giovane al tempo delle nozze; comunque suo marito ebbe un figlio da un'altra donna. Quando Araià Selassie morì nel 1888 lasciò Macallè e ritornò alla corte del padre nello Scioa; a dispetto del conflitto tra Menelik e Iohannes, Zauditù mantenne buone relazioni con entrambi. Zauditù ebbe altri due matrimoni piuttosto brevi, prima di sposare ras Gugsa Oliè, nipote dell'imperatrice Taitù Batùl.
Dopo la morte di Giovanni IV nella battaglia di Metemma contro le truppe Mahadiste del Sudan il negus Menelik di Scioa assunse il potere e divenne Imperatore di Etiopia nel 1889. Con quest'ultimo fu restaurata la linea legittima maschile di successione al trono, dal momento che Giovanni IV era salito al trono tramite la linea di successione femminile. In qualità di figlia di Menelik II, Zauditù sarebbe stata l'ultima regnante in linea diretta della dinastia Salomonica; infatti il suo successore Hailé Selassié era anch'egli collegato alla linea femminile. Nel 1913 Menelik morì e salì al trono ligg Iasù, figlio della sorellastra di Zauditù. Iasù considerò Zauditù una potenziale pretendente al trono, e la esiliò insieme al marito.
Iasù fu ufficialmente proclamato imperatore come Iasù V, ma presto incontrò problemi legati al suo ruolo, ebbe solo il titolo di reggente e non fu mai incoronato. Egli era disprezzato dalla nobiltà per il suo carattere instabile, e la Chiesa Ortodossa lo sospettava di simpatie musulmane. Dopo alcuni anni turbolenti Iasù fu detronizzato. Il 27 settembre 1916 il Concilio di Stato e la Chiesa Ortodossa Etiopica depose ufficialmente Iasù in favore di Zauditù che fu incoronata nella cattedrale di San Giorgio. Il titolo ufficiale di Zauditù fu "neghiste neghesti" (Regina dei Re), una modifica del tradizionale titolo negus neghesti ("Re dei Re").

### Imperatrice d'Etiopia

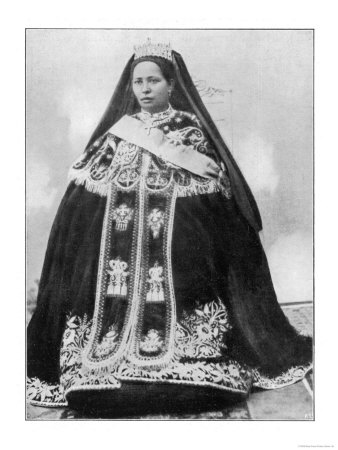
Zauditù, l'ultima imperatrice regnante

Inizialmente a Zauditù non era permesso esercitare il potere. D'altronde suo cugino ras Tafarì Maconnèn era di fatto reggente, e il vecchio e leale generale del padre, Fitawrari Hapte Giorgis Dinagde era comandante in capo dell'esercito. Ras Tafarì era anche di fatto erede di Zauditù - nessuno dei figli di Zauditù raggiunse l'età adulta. Nel 1928, dopo un tentativo fallito di rimuovere ras Tafarì Maconnèn dal potere, l'imperatrice condivise la corona con il cugino.
Mentre l'aristocrazia conservatrice etiopica generalmente supportava l'imperatrice Zauditù, l'entusiasmo veniva meno presso gli stessi parenti. La cognata di Zauditù e la zia di suo marito, l'imperatrice-consorte Taitù Batùl, furono cacciate dalla capitale dopo la morte di Menelik, ma erano ancora abbastanza benvolute grazie agli evidenti favoritismi che avevano praticato durante il regno del suo ultimo marito. In un tentativo di limitarne l'influenza, l'aristocrazia mandò il nipote di lei in una remota provincia, allontanandolo dalla corte. Zauditù soffrì molto per aver sottratto il trono a ligg Iasù, che Menelik aveva indicato come successore, lei ne aveva grandemente ammirato il padre ed era infelice di aver disubbidito ai suoi desideri. Lei mantenne sempre il suo personale affetto per il nipote Iasù, e soffrì molto quando fu scomunicato per apostasia. L'imperatrice si ritirò sempre più dagli affari di Stato dedicandosi maggiormente alla preghiera e al digiuno lasciando progressivamente più spazio al suo erede, Tafarì Maconnèn che guadagnò forza e prestigio presso la corte.
Il periodo iniziale del regno di Zauditù fu segnato dalla guerra contro ligg Iasù, che era fuggito dalla prigionia. Ritornato dal padre, negus Mikael del Uollo, un potente capo del nord, Iasù tentò di riprendere il trono. Dopo alcune iniziali vittorie il padre di Iasù fu sconfitto e catturato nella battaglia di Segale. Il Negus fu portato in catene attraverso le strade di Addis Abeba, portando una pesante pietra sulle sue spalle, prima di entrare nella sala del trono per baciare le scarpe dell'imperatrice e chiedere la grazia. L'erede al trono, ras Tafarì Maconnèn non era presente a questo spettacolo. Una volta sentito della sconfitta e della umiliazione del padre, Iasù stesso fuggì nell'Afar. Dopo alcuni anni dalla fuga, Iasù fu catturato dal deggiasmac Gugsa Araià, il figlio che il primo marito di Zauditù aveva avuto da un'altra donna. Quando Iasù fu catturato, l'imperatrice Zauditù si preoccupò che fosse tenuto in una casa speciale al pianterreno del palazzo dove lei gli avrebbe garantito di ricevere il conforto religioso. Lei si preoccupò comunque che cibi speciali, vestiti e piccoli lussi fossero sempre concessi a ligg Iasù nel suo luogo di prigionia a Segale. Alla fine della sua vita, lei si riferiva al deposto nipote come "Il mio signore Iasù".

### I contrasti con Tafarì Maconnèn
Più durava il regno di Zauditù più le differenze fra lei e il suo erede Tafarì Maconnèn gradualmente vennero a farsi più evidenti. Tafarì era un modernizzatore e credeva che l'Etiopia dovesse aprirsi al mondo se voleva sopravvivere. In questo era supportato da molti giovani nobili. Zauditù, invece, era più conservatrice, e credeva nella preservazione delle antiche tradizioni. In questo era fortemente sostenuta dalla Chiesa Ortodossa Etiopica. Un po' alla volta, comunque, Zauditù cominciò a lasciare molte delle attività politiche, lasciando sempre più potere a Tafarì. Sotto la guida di Tafarì, l'Etiopia entrò nella Lega delle Nazioni. Zauditù si occupò dell'attività religiosa che si concretizzò nella costruzione di un numero significativo di chiese.

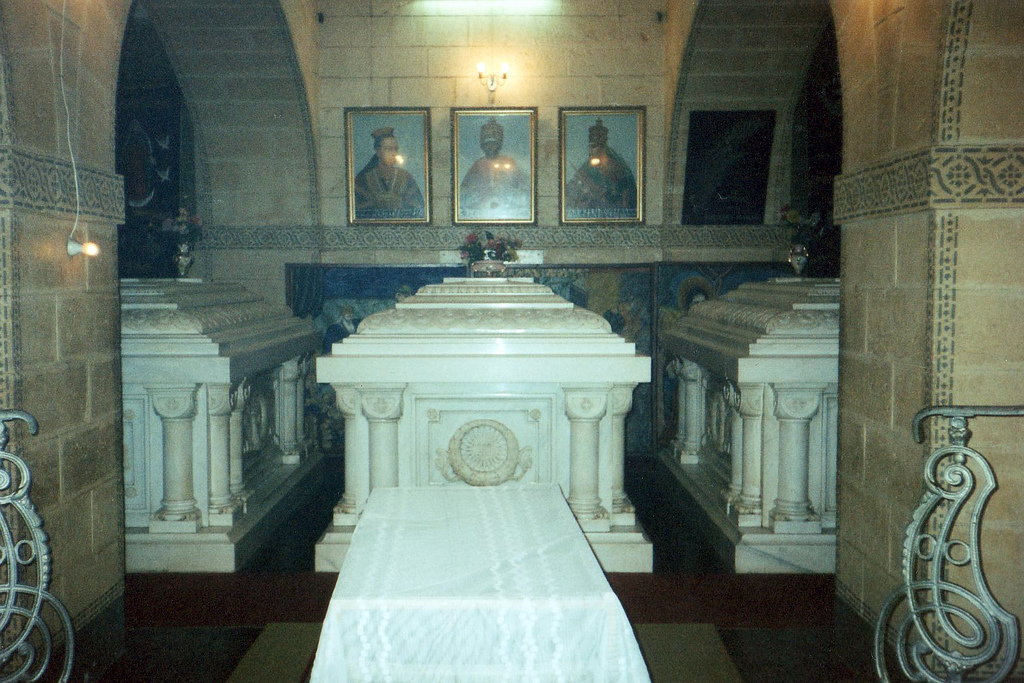
Addis Abeba, monastero Le Mariam: al centro il sarcofago di Menelik II, a sinistra e a destra quelli della regina Taitù e dell'imperatrice Zauditù

Nel 1928, ci fu una piccola ripresa della lotta contro le riforme di Tafarì, ma non ebbe successo. Zauditù fu costretta a condividere con Tafarì, che ora controllava la maggior parte del Governo etiopico, anche il titolo di Negus. Mentre negus Tafarì rimase sottoposto nominalmente a Zauditù (che era  ancora negheste neghesti, "regina dei re"), Tafarì era ora effettivamente il re di Etiopia. Un grosso numero di attentati furono fatti contro Tafarì, ma nessuno ebbe successo. Nel 1930 il marito di Zauditù Gugsa Oliè guidò una ribellione contro Tafarì nel Beghemeder, sperando di porre fine alla reggenza, ma fu sconfitto e ucciso dal moderno esercito etiopico nella battaglia di Anchem il 31 marzo 1930.

### La morte
Il 2 aprile 1930, due giorni dopo che fu ucciso in battaglia il ras Gugsa Oliè, l'imperatrice Zauditù morì. Oggi è risaputo che Zauditù soffriva di diabete e che era seriamente ammalata di tifo, ma non è universalmente riconosciuto che questa sia stata la causa della morte. Secondo alcune popolari dicerie Zauditù morì per lo shock e il dolore nel sentire della morte del marito, ma altri sostengono che ella, quando morì, non era ancora a conoscenza dell'esito della battaglia. Zauditù fu l'ultima imperatrice regnante nel mondo: fu sepolta ad Addis Abeba nel monastero di Ta'eka Negest Ba'eta Mariam del Palazzo Imperiale accanto al padre Menelik II e alla matrigna regina Taitù.
Alcuni, particolarmente critici con il suo successore, l'imperatore Hailé Selassié, sostengono che una volta che la ribellione era stata definitivamente sconfitta, si provvide ad avvelenare Zauditù. Speculazioni relative alla causa della sua morte continuano ancora oggi.